# ウィリアム・マクスウェル・エヴァーツ

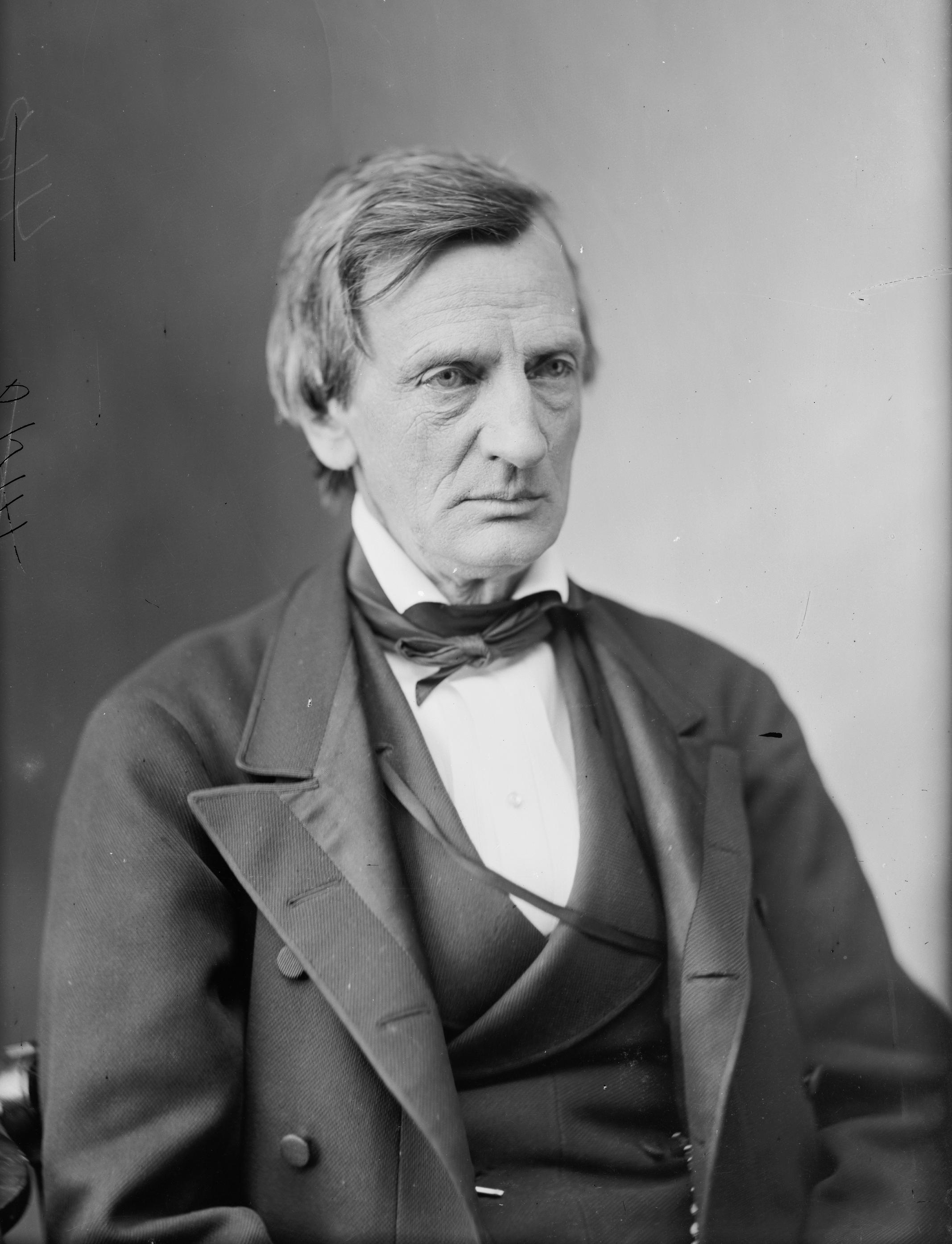
ウィリアム・マクスウェル・エヴァーツ

ウィリアム・マクスウェル・エヴァーツ（William Maxwell Evarts, 1818年2月6日 - 1901年2月28日）は、アメリカ合衆国の法律家、政治家。アンドリュー・ジョンソン政権で司法長官を、ラザフォード・ヘイズ政権で国務長官を務めた。

## 生い立ちと初期の経歴
エヴァーツはマサチューセッツ州ボストンにおいて誕生した。父親は作家のジェレマイア・エヴァーツ。祖父はアメリカ独立宣言署名者のロジャー・シャーマン。
エヴァーツはボストン・ラテン・スクールで学び、1837年にイェール大学を卒業。ハーバード大学法科大学院に進んだ。
イェール大学在学中は秘密結社スカル・アンド・ボーンズに参加した。
1841年にニューヨーク州で弁護士として認可を受け、まもなく法律家としての高い地位に就いた。エヴァーツは1843年にヘレン・ミネルヴァ・ビンガム・ウォードナー (Helen Minerva Bingham Wardner) と結婚し、12人の子供をもうけた。娘エリザベスの次男で孫のマックス・パーキンズは、彼の名前を引き継いだほか、フィッツジェラルド・ヘミングウェイなどを見出した書籍編集者となった。

## 政治経歴
エヴァーツはホイッグ党の支持者として政治への関与を開始し、その後共和党が結成されるとそれに加わった。エヴァーツは1849年から1853年まで連邦地方検事補を務めた。1860年、エヴァーツは共和党全国大会においてニューヨーク州代表団の首席代表を務めた。1861年、エヴァーツはニューヨーク州上院議員に立候補したが、敗北した。エヴァーツは1867年から1868年にかけてニューヨーク州憲法制定会議の議員を務めた。
エヴァーツはアンドリュー・ジョンソン大統領の弾劾裁判において、大統領の主任弁護人を務めた。エヴァーツは1868年7月から1869年3月までアメリカ合衆国司法長官を務めた。
エヴァーツは1876年の大統領選挙の共和党予備選挙においてラザフォード・ヘイズを支持し、顧問として支援した。ヘイズが大統領に当選すると、エヴァーツは国務長官に任ぜられた。
エヴァーツは1885年から1891年までニューヨーク州選出の連邦上院議員を務めた。エヴァーツは1887年から1891年まで上院図書委員会委員長を務めた。

## 晩年
エヴァーツは1891年に病にかかり、公職を退いた。エヴァーツは1901年2月28日にニューヨーク市内で死去した。エヴァーツの遺体はバーモント州ウィンザーのアスカトニー墓地に埋葬された。